# Barely Legal (Family Guy)
"Barely Legal" is aflevering 88 van de Amerikaanse animatieserie Family Guy. Deze aflevering werd aldaar voor het eerst uitgezonden op 17 december 2006.

## Verhaal
Peter, Cleveland en Quagmire helpen Joe in het politiebureau. Dit omdat alle andere politieagenten naar Cartagena zijn gegaan, om te zoeken naar een fictief persoon uit de film Romancing the Stone. Joe bleef achter vanwege zijn handicap.
Ondertussen dreigt Meg zelfmoord te plegen, omdat ze geen date heeft voor het feest. Brian besluit mee te gaan om van het gezeur af te zijn. Op het feest raakt hij echter dronken en zoent met Meg. Meg begint hierdoor te denken dat Brian haar vriendje is, maar tot haar spijt zegt Brian dat hij geen gevoelens voor haar heeft. Meg ontwikkelt een obsessie voor Brian. Ze slaat Brian bewusteloos, legt hem in de achterbak van de auto en rijdt weg.
Chris vertelt Lois dat hij Meg Brian zag kidnappen. Ze besluiten haar op te sporen en ontdekken al gauw waar ze is (hotel). Als ze de deur van de hotelkamer openmaken zien ze dat Meg Brian heeft vastgebonden en dat ze op het punt staat seks met Brian te hebben.

## Trivia
- Mayor West is de film Romancing the Stone aan het kijken
- De parade vol met zwarte mannen is een verwijzing naar een scène uit de musical The Wiz
- De gehele scène in het hotel is een verwijzing naar de film The King of Comedy